# Adelophryne

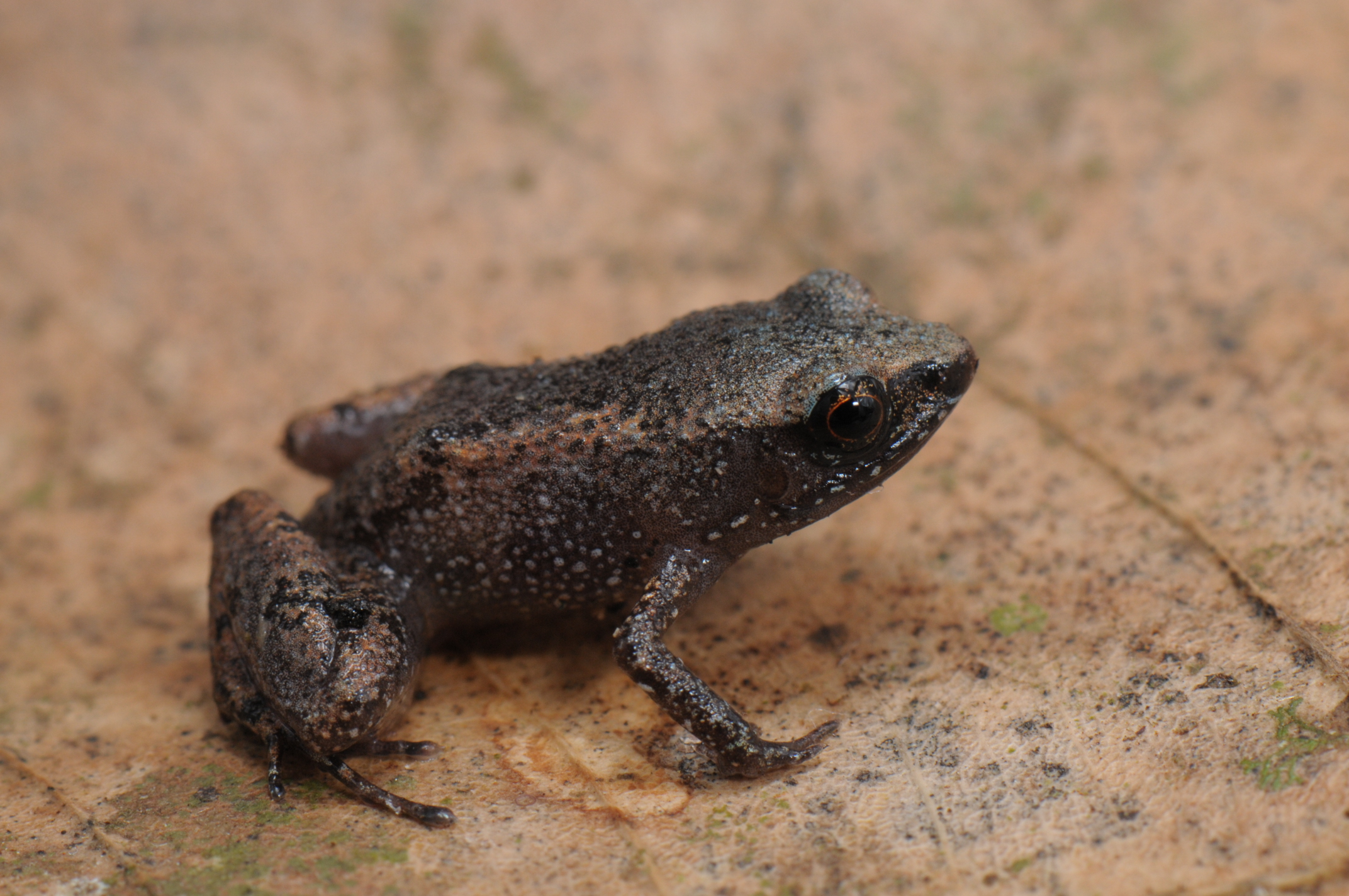
Adelophryne mucronatus

Adelophryne is een geslacht van kikkers uit de familie Eleutherodactylidae. De groep werd voor het eerst wetenschappelijk beschreven door Marinus Steven Hoogmoed en Jean Lescure in 1984.
Er zijn twaalf soorten, inclusief de pas in 2021 wetenschappelijk beschreven naam Adelophryne glandulata. Alle soorten komen voor in noordelijk Zuid-Amerika, ten zuiden van de Andes. Een wat bekendere soort is Adelophryne adiastola uit Brazilië, deze kikker wordt nog geen 1,4 centimeter lang.

## Soorten
Geslacht Adelophryne
- Soort Adelophryne adiastola Hoogmoed & Lescure, 1984
- Soort Adelophryne amapaensis  Taucce, Costa-Campos, Haddad & Carvalho, 2020
- Soort Adelophryne baturitensis  Hoogmoed, Borges & Cascon, 1994
- Soort Adelophryne glandulata  Lourenço de Moraes, Ferreira, Fouquet & Bastos, 2014
- Soort Adelophryne gutturosa  Hoogmoed & Lescure, 1984
- Soort Adelophryne maranguapensis  Hoogmoed, Borges & Cascon, 1994
- Soort Adelophryne meridionalis  Santana, Fonseca, Neves & Carvalho, 2012
- Soort Adelophryne michelin  Lourenço-de-Moraes, Dias, Mira-Mendes, Oliveira, Barth, Ruas, Vences, Solé & Bastos, 2018
- Soort Adelophryne mucronata  Lourenço-de-Moraes, Solé & Toledo, 2012
- Soort Adelophryne nordestina  Lourenço-de-Moraes, Lisboa, Drummond, Moura, Moura, Lyra, Guarnieri, Mott, Hoogmoed & Santana, 2021
- Soort Adelophryne pachydactyla  Hoogmoed, Borges & Cascon, 1994
- Soort Adelophryne patamona  MacCulloch, Lathrop, Kok, Minter, Khan & Barrio-Amoros, 2008

Adelophryne · 
Phyzelaphryne